# Ахматово-Белый Ключ
Ахматово-Белый Ключ — село в Каргинском сельском поселении Вешкаймского района Ульяновской области. 

## География
Находится на расстоянии примерно 12 километров по прямой на юг-юго-запад от районного центра поселка Вешкайма.

## История
Село было владельческим, принадлежало помещику Ахматову, отсюда и название села.
В 1648 году алатырец Данила Михайлович Ахматов за активное участие в строительстве Карсунской линии получил на этой реке земельный участок в 225 десятин, куда перевёл из Засурья своих крестьян и основал самостоятельное селение.
В 1780 году, при создании Симбирского наместничества, деревня Белый Ключ, при Белом ключе, помещиковых крестьян, вошло в состав Карсунского уезда.
В 1859 году сельцо Ахматов Белый Ключ, удельных крестьян, по левую сторону Пензенской почтовой дороги, входило в 1-й стан Карсунского уезда Симбирской губернии.
В 1913 году в селе было дворов 170, жителей 1220 и церковь со школой. В селе в начале XX века здесь работал управляющим имением русский писатель Н. Г. Гарин-Михайловский. В 1990-е годы  работал СПК им.Кирова.

## Население
Население составляло 191 человек в 2002 году (85% русские), 130 по переписи 2010 года.

## Достопримечательности
- Обелиск воинам, погибшим в Великой Отечественной войне (1992 г.).
- Бюст Героя Советского Союза Василия Михайловича Волынцева.[7]